# Jablonov
Jablonov (deutsch Apfelsdorf, ungarisch Szepesalmás – bis 1907 Almás) ist eine Gemeinde im Osten der Slowakei mit 982 Einwohnern (Stand 31. Dezember 2024) und gehört zum Okres Levoča, einem Kreis des Prešovský kraj.

## Geographie
Die Gemeinde befindet sich im Nordteil des Talkessels Hornádska kotlina am Fuß der nördlich gelegenen Leutschauer Berge am Bach Vavrincov potok, in der traditionellen Landschaft Zips. Das Ortszentrum liegt auf einer Höhe von 481 m n.m. und ist vier Kilometer von Spišské Podhradie sowie 14 Kilometer von Levoča gelegen (Straßenentfernung).

## Geschichte
Jablonov wurde zum ersten Mal 1235 als Almas schriftlich erwähnt, als der König Andreas II. den Ort dem Zipser Kapitel schenkte (andere Quellen sprechen erst von 1249). Nach dem verheerenden Mongolensturm von 1241 kam es zu einem Zuzug der deutschen Kolonisten. 1318 erhielt der Ort das Marktrecht und entwickelte sich als Städtchen, nach einem Aufstand gegen den Zipser Propst im Jahr 1388 verlor Apfelsdorf diese Rechte.

## Bevölkerung
| Jahr                | 1994 | 2004     | 2014    | 2024    |
| ------------------- | ---- | -------- | ------- | ------- |
| Anzahl der Personen | 882  | 995      | 1004    | 982     |
| Unterschied         |      | +12,81 % | +0,90 % | −2,19 % |

| Jahr                | 2023 | 2024    |
| ------------------- | ---- | ------- |
| Anzahl der Personen | 972  | 982     |
| Unterschied         |      | +1,02 % |

Ergebnisse nach der Volkszählung 2001 (995 Einwohner):
| Nach Ethnie: - 94,17 % Slowaken - 5,13 % Roma und Sinti - 0,50 % Tschechen | Nach Religion: - 97,69 % römisch-katholisch - 1,21 % keine Angabe - 0,90 % griechisch-katholisch |

## Bauwerke
- römisch-katholische Kirche St. Maria Magdalena im klassizistischen Stil von 1827
- Autobahnbrücke der Diaľnica D1 südlich des Ortes mit 700 Metern Länge